# Sincronismes de Flann Mainistreach
Els Sincronismes de Flann Mainistreach són una cronologia escrita a l'edat mitjana a Irlanda.

## Origen
Aquesta recopilació atribuïda a Flann Mainistreach o de Bute, lector de Mainistir-Buithe o Monasterboise (comtat de Louth) i que va morir el 14 de desembre de 1056, hauria estat escrita en irlandès antic entre el 1014 i 1023.
Compara i sincronitza la cronologia d'Irlanda amb la d'altres països, en particular les llistes de reis dels regnes provincials amb la dels Ard ri Erenn. Entre els primers, detalla el dels reis que van regnar sobre Alba des de Fergus Mor mac Erc de Dál Riata.
Hi ha tres versions dels Sincronismes als manuscrits següents estudiats i traduïts per William Forbes Skene a la seva obra Chronicles Of The Picts Chronicles Of The Scots and Other Early Memorials Of Scottish History:
- Un manuscrit de la biblioteca de la Facultat de Dret d'Edimburg, conegut com a Kilbride Collection 28.
- Un manuscrit del Llibre de Lecain de 1418.
- Un manuscrit del Llibre de Glendaloch a la Biblioteca Bodleian, "Rawlinson B512".

Els Sincronismes van ser continuats per una altra mà anònima fins al 1119, seixanta anys després de la mort de Flann.

## ElsSincronismesdels Reis d'Alba
Els Sincronismes de Flann Mainistreach permeten, pel que fa a la successió dels reis de Dál Riata després d'Alba i d'Escòcia, d'afinar la informació que emana del Duan Albanach, la creació del qual és gairebé contemporània:
- 20 anys (en realitat 15), des de la batalla d'Ocha fins que els fills d'Erc mac Echach Muindremhar van arribar a Alba, és a dir, els 6 fills d'Erc: els 2 Angus, els 2 Lorn i els 2 Fergus.
- 24 anys / 84 anys (de fet 82) des de la batalla d'Ocha (483) fins a la mort de Diarmait mac Fergus († 565). Cinc reis a Alba durant aquest temps:
- Fergus Mor mac Erc.
- Angus Mor mac Erc, fundador del Cenél nÓenguso.
- Domangart mac Fergusa.
- Comgall mac Domangart.
- Gabrán mac Domangart.

- 36 anys (de fet 33), des de la mort de Diarmait mac Fergus († 565) fins a la mort d'Áed mac Ainmerech († 598). Dos reis a Alba durant aquest temps:
- Conal MacComgall.
- Áedan mac Gabráin: cinc anys per Áedan després d'Áed mac Ainmerech (és a dir, la mort d'Áedan el 603).[7]

- 63 anys (de fet 44), des de la mort d'Áed mac Ainmerech († 598) fins a la mort de Domnall mac Áedo († 642). Quatre reis a Alba durant aquest temps:
- Eocho Buidhe mac Aedan.
- Conadd Cerr el seu fill pel qual Fiacha mac Deman és assassinat.[9]
- Ferchar mac Connaid.
- Domnall Brec mac Ethach Buidhe († 645).

- 104 anys (de fet 101), des de la mort de Domnall mac Áedo († 642) fins a la mort d'Áed Allan mac Fergal († 743). Nou reis a Alba durant aquest temps:
- Conall Crandomna.
- Dunchad mac Dubain.
- Dondcad Donn.
- Máel Duin mac Conaill.
- Ferchair Foda.
- Eocho Rianamhail (mac Aeda Find).11
- Ainbcellach mac Ferchair.
- Selbach mac Ferchair.
- Eochaig Angbaid († 733) fins a mitjans del seu regnat (?).

- 133 anys (de fet 136), des de la mort d'Áed Allán mac Fergal († 743) fins a la mort d'Áed Findliath († 879). Tretze reis a Alba durant aquest temps:
- Dungal mac Selvach.
- Alpin mac Echach.
- Muredach net de Daithi.
- Áed Aireatech.
- Fergus.
- Eochaid mac Áeda.
- Domnall mac Caustantín.
- Causantín mac Fergusa.
- dos Conall junts, Conall Caemh i Conall mac Áedáin, el seu germà.
- Angus mac Fergus.
- Aed mac Boanta.
- Eoganan mac Aengusa.
- Cinaet mac Ailpin († 858), el primer rei dels gaëls que va posseir del regne d'Escona.

- 138 anys (en realitat 135), des de la mort d'Áed Findliath († 879) fins a la mort de Brian mac Cennedig († 1014). Catorze reis a Alba durant aquest temps:
- Domnall mac Ailpin.
- Custantin mac Cinaeta.
- Aed mac Cinaedha.
- Grig mac Dungaile.
- Domnall Dasachtach (mac Custantin).
- Custantin mac Aeda.
- Maelcolaim mac Domnall.
- Illolb mac Custantin.
- Dubh mac Maelcolaim.
- Cuillen mac Illiulb;
- Cinaet mac Maelcolaim.
- Cinaet mac Duib.
- Maelcolaim mac Cinaeta († 1034).

### Continuació delsSincronismes
- 104 anys (en realitat 105) des de la batalla de Clontarf el 1014, fins a la mort de Muichertach mac Toirdelbach († 1119). Cinc reis regnen sobre Alba durant aquest temps:
- Donnchad mac Crinain.
- Donnchad mac Mailcolaim.
- Macbethad mac Findlaech.
- Lulach mac Micbethadh.
- Malcolaim mac Donnchada, assassinat pels normands amb el seu fill Eduuard (el 1093).